# Rezerwat przyrody Skarpa Wiślicka
Skarpa Wiślicka – leśny, częściowy rezerwat przyrody we wsi Wiślica w gminie Skoczów, na północnym skraju Pogórza Cieszyńskiego. Utworzony zarządzeniem Ministra Środowiska, Zasobów Naturalnych i Leśnictwa z dnia 12.11.1996 r. (M.P. z 1996 r. nr 75, poz. 688) na powierzchni 24,17 ha. Obecnie zajmuje 29,03 ha.
Celem utworzenia rezerwatu było zachowanie ze względów naukowych i dydaktycznych cennych drzewostanów bukowych oraz łęgów z pomnikowymi okazami buka i jesionu. 
Ochroną został objęty fragment stromego zbocza na lewym brzegu doliny Wisły w Wiślicy, wznoszącego się ponad drogą krajową nr 81 Katowice – Skoczów. Obszar rezerwatu budują margle i łupki cieszyńskie z fragmentami wapieni, pochodzące z górnej jury i kredy. Tworzą one specyficzny typ fliszu wapiennego, na którym rozwijają się gleby zasobne w węglan wapnia. Teren rezerwatu, rozciągający się pomiędzy 279 a 350 m n.p.m., przecinają liczne drobne jary i większe wąwozy, będące efektem naturalnych procesów erozyjnych.
Lasy Skarpy Wiślickiej należą do Nadleśnictwa Ustroń, leśnictwo Dębowiec. Zespołami leśnymi dominującymi w rezerwacie są:
- żyzna buczyna karpacka
- podgórski łęg jesionowy

W zespołach tych występują: buk, jesion, jawor, grab, wiąz, lipa drobnolistna, dąb szypułkowy i klon polny. Najstarszy fragment drzewostanu liczy około 140 lat. Rezerwat jest największym naturalnym skupiskiem wiązu górskiego na terenie Śląska Cieszyńskiego. Charakterystyczny dla tego terenu jest również dość liczny udział czereśni w drzewostanie.
Z terenu rezerwatu podaje się około 120 gatunków roślin naczyniowych. Runo leśne jest tu bogate, z wieloma gatunkami charakterystycznymi dla lasów siedlisk żyznych. Szczególnie charakterystyczne są dla rezerwatu rozległe obszary występowania czosnku niedźwiedziego (w porze jego kwitnienia specyficzną woń można poczuć nawet jadąc samochodem wymienioną wyżej drogą) oraz duża populacją cieszynianki wiosennej. Do gatunków podlegających ochronie ścisłej należą: storczyk blady (rzadko tu spotykany), śnieżyczka przebiśnieg, bluszcz pospolity, barwinek pospolity, skrzyp olbrzymi, wawrzynek wilczełyko, obrazki alpejskie. Gatunki objęte ochroną częściową to: kruszyna pospolita, pierwiosnek wyniosły, kopytnik pospolity, kalina koralowa, przytulia wonna, przylaszczka pospolita.
W środkowej części rezerwatu znajduje się obszar dawnego osuwiska z aktywnym źródliskiem z depozycją martwicy wapiennej. Wody źródła odznaczają się niewielkimi wahaniami temperatury w ciągu roku, odczynem alkalicznym oraz stałymi właściwościami chemicznymi. Teren wokół źródliska porośnięty jest charakterystyczną roślinnością ze skrzypem olbrzymim i kniecią błotną (kaczeńcem) oraz bogatą florą mszaków.
Z uwagi na aktywne źródliska i zjawisko czynnej depozycji martwic wapiennych (tufów i trawertynów) w ramach programu Natura 2000 rezerwat Skarpa Wiślicka wszedł w skład ostoi siedliskowej „Cieszyńskie Źródła Tufowe” PLH240001.